# オーケストラル・マヌーヴァーズ・イン・ザ・ダーク
オーケストラル・マヌーヴァーズ・イン・ザ・ダーク（Orchestral Manoeuvres in the Dark）は、イギリスのシンセポップ・デュオである。略称はOMD。

## 略歴

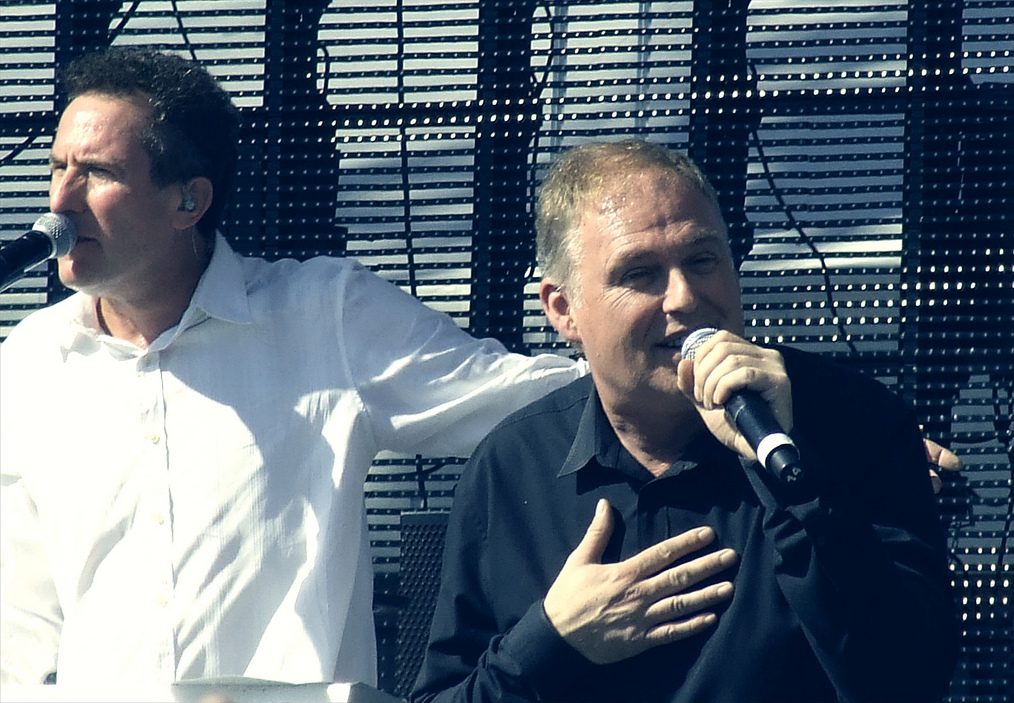
ライブで演奏するバンド（2011年）

1975年にイギリス・リヴァプールで、学生時代から友人だったアンディ・マクラスキーとポール・ハンフリーズの2人が、ドイツのクラフトワークに強い影響を受けて、デュオを結成。当時3台のラジオとテレビから録音したノイズ、ベースやギター、エコーユニットなどを使い、最初の曲を録音する。この時につくった曲のタイトルが「Orchestral Manoeuvres in the Dark（暗闇で演奏するオーケストラ団）」だったことからこの名を気に入り、当時隆盛を極めていたニュー・ウェイヴのシンセポップ・ユニットとして、当時新興レコード会社だったファクトリー・レコードから1979年にデビューする。
ヴァージン・レコード傘下のDindiscに移籍後、1980年にイギリスでシングル「エノラ・ゲイの悲劇 (Enola Gay)」がヒットする。この曲は日本のテレビ朝日で放送されていた『CNNデイウォッチ』のテーマ曲として使われたことでも知られた。また同年のシングル「オルレアンの少女 (Maid Of Orleans)」もヒットし、イギリスで着実にヒットを飛ばし続ける。1985年にはMTVを通じてその旋風がアメリカにも飛び火し、シングル「シークレット」が全米シングルチャートのトップ100にチャートインすると、同年「ソー・イン・ラヴ」で全米シングルチャートのトップ40入りを果たす。翌1986年には「イフ・ユー・リーヴ」が全米シングルチャートのトップ10ヒットとなり、この他にも「リヴ・アンド・ダイ」も全米トップ40ヒットとなり、これらの曲を収録したアルバム『クラッシュ』と『ザ・パシフィック・エイジ』の2枚はプラチナムに輝いた。またこの間にワールド・ツアーを敢行し、1984年と1987年には来日公演もおこなっている。
1988年にはベスト盤『ドリーミング (ザ・ベスト・オブ・O.M.D)』リリースに際し、新曲「ドリーミング」をシングルカット。これも全米シングルチャートのトップ20に入るヒットとなるも、ここで活動は一旦小休止状態に。これを境にアメリカでの人気は衰えたが、1993年にはバリー・ホワイトの「愛のテーマ」をサンプリングした「Dream Of Me」を本国でヒットさせている。1996年にはアルバム『ユニヴァーサル』を発表し復活するも、その後再び長い活動休止期間に入っている（なおその間の2008年にライブ盤『Architecture & Morality and More』をリリースしている）。
2010年にアンディ・マクラスキーとポール・ハンフリーズの2人による14年ぶりの復活作『ヒストリー・オブ・モダーン』がリリースされた。

## 影響・その他
前出の通り、クラフトワークに強い影響を受けており、ライブでは「Neon Lights」（クラフトワークが1978年にリリースしたアルバム『人間解体』に収録）をカヴァーしている。一般受けするポップ・フォーマットの音楽も発表しているが、1982年にリリースされたアルバム『ダズル・シップス』等には実験的な色合いも強く残されている。
2008年発表のライブ盤『Live: Architecture & Morality & More』に収録の「Joan of Arc (Maid of Orleans)」は、ドイツのバンド「グレゴリアン(Gregorian)」によってグレゴリア聖歌風にアレンジを施されたものが、テレビ朝日で2005年から2009年3月まで放送されていた『オーラの泉』でエンディングテーマとして使用されていた。これは2007年にリリースされたアルバム『Masters Of Chant Chapter VI』の日本盤ボーナストラックとして、同番組のオープニングテーマ曲であるヤズーの「Only You」と共に収録されている。

## ディスコグラフィ

### スタジオ・アルバム[9]
- 『エレクトロニック・ファンタジー』 - Orchestral Manoeuvres in the Dark (1980年)
- 『エノラ・ゲイの悲劇』 - Organisation (1980年)
- 『安息の館』 - Architecture & Morality (1981年)
- 『ダズル・シップス』 - Dazzle Ships (1983年)
- 『ジャンク・カルチャー』 - Junk Culture (1984年)
- 『クラッシュ』 - Crush (1985年)
- 『ザ・パシフィック・エイジ』 - The Pacific Age (1986年)
- 『シュガー・タックス』 - Sugar Tax (1991年)
- 『リベレイター』 - Liberator (1993年)
- 『ユニヴァーサル』 - Universal (1996年)
- 『ヒストリー・オブ・モダーン』 - History of Modern (2010年) ※再結成後の最初のオリジナル・アルバム
- 『電気仕掛けの英吉利人』 - English Electric (2013年)
- The Punishment of Luxury (2017年)
- Bauhaus Staircase (2023年)

### ライブ・アルバム
- Peel Sessions 1979–1983 (2000年)
- Live: Architecture & Morality & More (2008年)
- The History of Modern Tour – Live in Berlin (2011年)
- Dazzle Ships Live at the Museum of Liverpool (2015年)
- Access All Areas (2015年) ※1980年録音
- Architecture & Morality/Dazzle Ships Live at the Royal Albert Hall (2016年)

### コンピレーション・アルバム
- 『ドリーミング (ザ・ベスト・オブ・O.M.D)』 - The Best of OMD (1988年)
- 『ニュー・ベスト・オブ・OMD』 - The OMD Singles (1998年)
- Navigation: The OMD B-Sides (2001年)
- Messages: Greatest Hits (2008年)
- So80s (Soeighties) Present OMD – Curated by Blank & Jones (2011年)
- Souvenir – The Singles 1979–2019 (2019年)
- Souvenir (2019年) ※5CD＋2DVDボックスセット